# Ryan Whiting
Ryan Whiting, född 24 november 1986 i Harrisburg, är en amerikansk friidrottare som tävlar i Kulstötning. 